# Will, la série
Will, la série est une série télévisée d’animation française réalisée par Régis Vidal et produite par Cross River Productions et Caribara Animation en lien avec l’APF (Association des paralysés de France).
Adaptée de la bande dessinée Schumi de Zidrou et E411, elle est diffusée en France depuis 2017 sur France 3 et France 4. A l’étranger, on peut la retrouver sur les chaînes jeunesses d’une dizaines de pays comme le Canada, le Brésil, le Mexique, le Portugal, la Suisse, la Belgique, la Chine, le Moyen-Orient, l’Afrique, et Israël.

## Fiche technique
- Titre : Will, la série

- Réalisation : Régis Vidal
- Bible littéraire : Virginie Boda, adaptée de la bande dessinée Schumi de Zidrou et E411, publiée par les éditions Paquet
- Scénario : Virginie Boda, Nathalie Mars, Jean-Michel Mézy, Maud Garnier, Olivier Bardy, Isabelle de Catalogne
- Bible graphique : Régis Vidal
- Character designer : Florence Demaret
- Animation : Florian Ledoux, Ran Hao (supervision)
- Sound design et mixage : Ludovic Loy
- Montage : Romain Fuzeau
- Musique : Michel Gouty
- Production associés : Gilbert Di Nino, Thierry Bruant
- Producteur exécutif : Jean-Marc Desrosiers
- Producteur délégué : Jérôme Nougarolis
- Sociétés de production : Cross River Productions, Caribara Animation
- Société de distribution : Superights

- Pays de production :  France

- Langue : français

- Format : couleur - HDTV - 16/9 - son stéréo

- Genre : animation

- Nombre d'épisodes : 52 (1 saison)

- Durée : 3 minutes
- Dates de première diffusion :
  - France : 2017

## Distribution
- Sauvane Delanoë : Will
- Marie Nonnenmacher : Caro
- Nathalie Homs : Hamilton
- Franck Sportis : Greg
- Fanny Bloc : Pupuce / Sam / Guy-Olivier
- Magali Rosenzweig : Mégane
- Benjamin Bollen : Guntmar

## Épisodes
1. L'Attaque des pigeons mutants
2. Sortez les mouchoirs
3. Baz'art
4. Casse-chausson
5. Brillante Idée
6. Petite Déprime
7. Fauteuil top mode
8. Bonbons au poivre
9. Inspecteur Will
10. The Winner
11. Les Baskets de l'extrême
12. Par ici la bonne soupe
13. Comme un grand
14. Opération choco piment
15. Petit Boulot
16. Le Héros qui est en moi
17. Le Bon Copain
18. Le Coach
19. Bruce Will
20. À table
21. Un pigeon trop mimi
22. Coaching sportif
23. Mon amie coccinelle
24. Taches ménagères
25. Compète à roulettes
26. Pizzaiolo
27. À ta place
28. Et que ça saute !
29. Soirée Pyjama
30. Trot Turbo
31. SOS Mensonge
32. Y'a comme un bug
33. Le Cadeau de mamie
34. Cahiers de vacances
35. Le Petit Chat
36. Quand on veut on peut
37. No Limit
38. 10 ans ou presque
39. Bras de fer
40. Vite !!
41. Au dodo
42. N'importe quoi
43. Y'a pas photo
44. Trop la classe !
45. Le Monde à l'envers
46. C'est pas du jeu
47. Vis ma vie
48. Trop de la balle
49. Pâte à sel contre coquillettes
50. Trait de génie
51. Fashion Will
52. Ça tourne

## Distinctions

### Récompenses
- Prix Média Enfance Majuscule 2017

### Participations
- Festival international du film d'animation d'Annecy 2017
- Chicago International Children's Film Festival 2017
- Festival international du film d'animation de Paris 2017[1]
- Festival international du film pour l'enfance et la jeunesse 2017 [2]

## Projets parallèles
- Comme sur des roulettes : série documentaire (11 × 6 min) diffusée sur France 4, France TV Éducation. Des enfants en situation de handicap nous font découvrir leur vie, leurs loisirs, leurs rêves...
- Will, la course : jeu conçu pour accompagner la série d'animation et disponible sur Lumni[3]. Destiné aux 6-10 ans, le programme raconte à hauteur d'enfant, le quotidien d'un jeune garçon de 9 ans en fauteuil. Le jeu propose un parcours sans fin, semé d'obstacles et visant à sensibiliser le jeune public à trois types de handicap : moteur, visuel et auditif.
- Handico : série d'animation 2D et videoscribbing (13 × 3 min). Will répond à toutes les questions des enfants à propos du handicap.